# SN 2000df
SN 2000df – supernowa typu Ia odkryta 17 sierpnia 2000 roku w galaktyce CGCG 51-070. W momencie odkrycia miała maksymalną jasność 17,20m.